# The Future Is Unknown
The Future Is Unknown è il secondo album in studio di Unknown Hinson, pubblicato nel 1999 negli Stati Uniti d'America dalla Uniphone Records e ripubblicato il 28 marzo 2004 dalla Capitol Records Nashville.

## Tracce

### Edizione Uniphone Records
1. Venus Bound – 3:33
2. I Make Faces (When I Make Love) – 4:04
3. Desert Luau – 3:15
4. In the Trunk of My Cadillac Car – 3:42
5. Man to Man – 3:35
6. Closer to the Light – 3:23
7. Don't Bite the Lips that Kiss You – 2:35
8. Foggy Windows – 2:47
9. Silver Platter – 1:55
10. Put Out or Get Out – 3:43
11. Sweet Pain – 2:56
12. Hippie Girl – 4:01
13. My Heart's on the Line – 2:31
14. Fish Camp Woman (Live) – 4:04
15. Pregnant Again – 2:14
16. Rock 'n' Roll is Straight from Hell – 2:45
17. Don't Look at Me – 2:08
18. Theme from "The Unknown Hinson TV Show" (Instrumental) – 0:48

Durata totale: 53:59

### Edizione Capitol Records Nashville
1. I Ain't Afraid of Your Husband – 1:30
2. I Make Faces (When I Make Love) – 3:58
3. Polly Urethane – 3:32
4. Hippie Girl – 4:03
5. Your Man... – 3:01
6. Lingerie – 3:11
7. Venus Bound – 3:34
8. Foggy Windows – 2:48
9. I Cleaned Out a Room (In My Trailer for You) – 2:51
10. Man to Man – 3:37
11. Peace, Love and Hard Liquor – 3:16
12. Pregnant Again – 2:15
13. I Quit All That Mess – 3:24
14. Rock 'N Roll Is Straight from Hell – 2:46
15. Unknown Hinson Theme (Instrumental) – 0:51

Durata totale: 44:37

## Formazione
- Unknown Hinson – tutte le strumentazioni